# Stadion der Polnischen Armee
Das Stadion der Polnischen Armee (polnisch Stadion Wojska Polskiego, voller Name: Stadion Wojska Polskiego im. Marszałka Józefa Piłsudskiego – deutsch Stadion der Polnischen Armee benannt nach Marschall Józef Piłsudski) ist ein Fußballstadion in der polnischen Hauptstadt Warschau. Es ist die Heimspielstätte des Fußballvereins Legia Warschau und zählt zur UEFA-Stadionkategorie 4.

## Geschichte

### Altes Stadion
Der dem polnischen Verteidigungsministerium unterstehende Armeesportclub Legia begann 1927 mit dem Bau eines repräsentativen Stadions, die Mittel stellte die Warschauer Armeegarnison zur Verfügung. 1929 übernahm der Staatshaushalt den Löwenanteil der Kosten. Für das Gros der Zuschauer waren Stehplätze vorgesehen, die Tribüne war für 5000 Zuschauer ausgelegt. Um das Spielfeld wurde eine 400-Meter-Bahn für Leichtathletikwettbewerbe angelegt. Nach drei Jahren Bauzeit wurde das Stadion am 9. August 1930 mit der Partie Legia Warschau gegen Europa Barcelona (1:1) eröffnet. Nachdem die Behörden bei einer Kontrolle der Buchführung des Clubs massive Unregelmäßigkeiten festgestellt hatten, übernahm 1933 das Sportministerium die Verwaltung des Stadions, Legia durfte dort gebührenfrei trainieren, musste aber für Heimspiele Stadionmiete zahlen.
1934 wurde in dem Stadion das zweite Länderspiel zwischen Polen und Deutschland ausgetragen, die Gäste siegten 5:2, nachdem sie bis zur 70. Minute nach 1:2 zurückgelegen hatten. Zwei Jahre später trennten sich beide Mannschaften vor der Rekordkulisse von mehr als 40.000 Zuschauern am selben Ort 1:1. Erstmals saß Sepp Herberger auf der Trainerbank der Gäste, die polnische Nationalmannschaft trainierte sein früherer Clubkamerad Kurt Otto. 1938 fand in dem Stadion der Boxländerkampf Polen-Frankreich unter freiem Himmel statt, die Hausherren siegten 14:2. Am 27. August 1939 besiegte die polnische Nationalmannschaft den frisch gekürten Vizeweltmeister Ungarn in dem Stadion sensationell mit 4:1, drei der vier polnischen Treffer erzielte Ernst Willimowski. Vier Tage später fielen Bomben auf Warschau, die laufende polnische Fußballmeisterschaft wurde abgebrochen.
Mit der deutschen Besatzung wurden sämtliche polnischen Sportvereine aufgelöst, Verbände der Wehrmacht, der Waffen-SS und der Ordnungspolizei übernahmen alle größeren Sportstätten. Das Warschauer Armeestadion wurde in Wehrmachtsstadion umbenannt, für den Sportbetrieb war Oberleutnant Wilm Hosenfeld verantwortlich, dem Roman Polański später in seinem Film Der Pianist (2002) ein Denkmal setzen sollte. In dem Stadion fand ein Teil der Heimspiele der Besatzervereine im Rahmen der Gauliga Generalgouvernement statt. Zweimal kam zur Truppenbetreuung der FC Schalke 04 an die Weichsel: 1941 besiegte er eine Auswahl der deutschen Militär- und Polizeiclubs leicht mit 8:1. 20.000 der 25.000 Zuschauer waren nach Angaben des Sportbeauftragten des Generalgouvernements, Georg Niffka, deutsche Soldaten. 1942 aber verlor der FC Schalke 04 im selben Stadion überraschend gegen eine Auswahl der Warschauer Besatzerclubs mit 1:2. Während des Warschauer Aufstands im Spätsommer 1944 wurde das Stadion beschädigt. Doch wurden nach dem Abzug der Deutschen aus Warschau im Januar 1945 die größten Schäden rasch beseitigt, so dass im folgenden Mai der Spielbetrieb wieder aufgenommen werden konnte.

### Neues Stadion
Von 2008 bis 2011 wurde das renovierungsbedürftige Stadion bei vollem Spielbetrieb komplett umgebaut und bietet jetzt auf seinen vier überdachten Rängen 30.967 Zuschauern Sitzplätze. Die Fans durften sich im November 2008 vor dem Abriss ein Souvenir aus der alten Heimat von Legia mitnehmen. Der Bau lief in zwei Phasen ab. Zunächst wurden die Gegentribüne und die Hintertortribünen neugebaut. Dem folgte die Errichtung der Haupttribüne. Die Dachkonstruktion ist mit einer Membran bespannt.
Durch den etappenweisen Umbau standen während der Bauarbeiten 5900 Plätze zur Verfügung. Die alte Fassade der Haupttribüne im Westen wurde für den Bau teilweise demontiert und später wieder rekonstruiert. Die Eröffnung der Arena, halb fertiggestellt mit drei Rängen, fand im August 2010 statt. In der ersten Partie traf Legia am 7. August 2010 auf den FC Arsenal aus London und unterlag mit 5:6 Toren. Komplett war die Spielstätte im Mai 2011 mit der vierten Tribüne.
Am 19. Juli 2011 vereinbarte Legia mit der polnischen Abteilung des Softdrink-Herstellers Pepsi einen Sponsorenvertrag über den Stadionnamen. Der Vertrag hatte eine Laufzeit von drei Jahren für jährlich sechs Millionen zł. Dies geschah ohne Genehmigung der Stadt. Die Stadt führte die Spielstätte offiziell weiterhin unter dem Namen Stadion Wojska Polskiego im. Marszałka Józefa Piłsudskiego. Ende 2014 wurde der Sponsorenvertrag mit Pepsi beendet.
Aufgrund des russischen Überfalls auf die Ukraine 2022 trug Schachtar Donezk seine Heimspiele in der UEFA Champions League 2022/23 im Stadion Wojska Polskiego aus.

## Länderspiele der Fußballnationalmannschaft im Stadion von Legia Warschau
Seit 1930 ist das Stadion Schauplatz von Länderspielen der polnischen Fußballnationalmannschaft.
| Nr. | Datum         | Partie                   | Ergebnis  | Anlass                      | Zuschauer |
| --- | ------------- | ------------------------ | --------- | --------------------------- | --------- |
| 1   | 26. Okt. 1930 | Polen – Lettland         | 6:0 (3:0) | Freundschaftsspiel          | 10.000    |
| 2   | 14. Juni 1931 | Polen – Tschechoslowakei | 0:4 (0:1) | Freundschaftsspiel          | 13.000    |
| 3   | 23. Aug. 1931 | Polen – Rumänien         | 2:3 (0:2) | Freundschaftsspiel          | 10.000    |
| 4   | 10. Juli 1932 | Polen – Schweden         | 2:0 (1:0) | Freundschaftsspiel          | 13.000    |
| 5   | 2. Okt. 1932  | Polen – Lettland         | 2:1 (0:1) | Freundschaftsspiel          | 8.000     |
| 6   | 4. Juni 1933  | Polen – Belgien          | 0:1 (0:1) | Freundschaftsspiel          | 16.000    |
| 7   | 10. Sep. 1933 | Polen – Jugoslawien      | 4:3 (1:2) | Freundschaftsspiel          | 8.000     |
| 8   | 13. Okt. 1933 | Polen – Tschechoslowakei | 1:2 (0:1) | WM-Qualifikation 1934       | 16.000    |
| 9   | 9. Sep. 1934  | Polen – Deutsches Reich  | 2:5 (1:1) | Freundschaftsspiel          | 34.000    |
| 10  | 6. Okt. 1935  | Polen – Österreich       | 1:0 (0:0) | Freundschaftsspiel          | 25.000    |
| 11  | 13. Sep. 1936 | Polen – Deutsches Reich  | 1:1 (0:1) | Freundschaftsspiel          | 40.000    |
| 12  | 23. Juni 1937 | Polen – Schweden         | 3:1 (2:0) | Freundschaftsspiel          | 18.000    |
| 13  | 12. Sep. 1937 | Polen – Dänemark         | 3:1 (2:1) | Freundschaftsspiel          | 20.000    |
| 14  | 10. Okt. 1937 | Polen – Jugoslawien      | 4:0 (3:0) | WM-Qualifikation 1938       | 20.000    |
| 15  | 22. Mai 1938  | Polen – Irland           | 6:0 (3:0) | Freundschaftsspiel          | 25.000    |
| 16  | 25. Sep. 1938 | Polen – Jugoslawien      | 4:4 (2:1) | Freundschaftsspiel          | 20.000    |
| 17  | 23. Okt. 1938 | Polen – Norwegen         | 2:2 (0:2) | Freundschaftsspiel          | 16.000    |
| 18  | 4. Juni 1939  | Polen – Schweiz          | 1:1 (1:0) | Freundschaftsspiel          | 22.000    |
| 19  | 27. Aug. 1939 | Polen – Ungarn           | 4:2 (1:2) | Freundschaftsspiel          | 21.000    |
| 20  | 19. Juli 1947 | Polen – Rumänien         | 1:2 (0:1) | Freundschaftsspiel          | 30.000    |
| 21  | 18. Apr. 1948 | Polen – Tschechoslowakei | 3:1 (2:0) | Freundschaftsspiel          | 40.000    |
| 22  | 25. Aug. 1948 | Polen – Jugoslawien      | 0:1 (0:1) | Freundschaftsspiel          | 38.000    |
| 23  | 19. Sep. 1948 | Polen – Ungarn           | 2:6 (0:1) | Freundschaftsspiel          | 40.000    |
| 24  | 17. Okt. 1948 | Polen – Finnland         | 1:0 (0:0) | Freundschaftsspiel          | 40.000    |
| 25  | 19. Juni 1949 | Polen – Dänemark         | 1:2 (1:0) | Freundschaftsspiel          | 40.000    |
| 26  | 2. Okt. 1949  | Polen – Bulgarien        | 3:2 (3:1) | Freundschaftsspiel          | 45.000    |
| 27  | 6. Nov. 1949  | Polen – Albanien         | 2:1 (1:0) | Freundschaftsspiel          | 35.000    |
| 28  | 4. Juni 1950  | Polen – Ungarn           | 2:5 (1:2) | Freundschaftsspiel          | 47.000    |
| 29  | 22. Okt. 1950 | Polen – Tschechoslowakei | 1:4 (1:4) | Freundschaftsspiel          | 50.000    |
| 30  | 18. Mai 1952  | Polen – Bulgarien        | 0:1 (0:1) | Freundschaftsspiel          | 45.000    |
| 31  | 15. Juni 1952 | Polen – Ungarn           | 1:5 (0:5) | Freundschaftsspiel          | 40.000    |
| 32  | 21. Sep. 1952 | Polen – DDR              | 3:0 (0:0) | Freundschaftsspiel          | 25.000    |
| 33  | 8. Aug. 1954  | Polen – Bulgarien        | 2:2 (0:2) | Freundschaftsspiel          | 30.000    |
| 34  | 8. Okt. 1961  | Polen – BR Deutschland   | 0:2 (0:1) | Freundschaftsspiel          | 25.000    |
| 35  | 11. Okt. 1962 | Polen – Marokko          | 1:1 (1:0) | Freundschaftsspiel          | 17.000    |
| 36  | 1. Mai 1968   | Polen – Niederlande      | 0:0       | Freundschaftsspiel          | 22.000    |
| 37  | 4. Sep. 1974  | Polen – DDR              | 1:3 (1:2) | Freundschaftsspiel          | 25.000    |
| 38  | 31. Okt. 1974 | Polen – Kanada           | 2:0 (2:0) | Freundschaftsspiel          | 4.000     |
| 39  | 17. Apr. 1984 | Polen – Belgien          | 0:1 (0:0) | Freundschaftsspiel          | 20.000    |
| 40  | 12. Nov. 1986 | Polen – Irland           | 1:0 (1:0) | Freundschaftsspiel          | 8.000     |
| 41  | 23. Sep. 1987 | Polen – Ungarn           | 3:2 (1:1) | EM-Qualifikation 1988       | 10.000    |
| 42  | 12. Apr. 1989 | Polen – Rumänien         | 2:1 (1:0) | Freundschaftsspiel          | 15.000    |
| 43  | 5. Sep. 1989  | Polen – Griechenland     | 3:0 (3:0) | Freundschaftsspiel          | 15.000    |
| 44  | 10. Okt. 1990 | Polen – USA              | 2:3 (0:3) | Freundschaftsspiel          | 5.000     |
| 45  | 13. März 1991 | Polen – Finnland         | 1:1 (1:1) | Freundschaftsspiel          | 3.000     |
| 46  | 17. Apr. 1991 | Polen – Türkei           | 3:0 (0:0) | EM-Qualifikation 1992       | 3.000     |
| 47  | 6. Sep. 1997  | Polen – Ungarn           | 1:0 (0:0) | Freundschaftsspiel          | 8.000     |
| 48  | 25. März 1998 | Polen – Slowenien        | 2:0 (1:0) | Freundschaftsspiel          | 6.000     |
| 49  | 10. Okt. 1998 | Polen – Luxemburg        | 3:0 (2:0) | EM-Qualifikation 2000       | 8.500     |
| 50  | 3. März 1999  | Polen – Armenien         | 1:0 (1:0) | Freundschaftsspiel          | 6.000     |
| 51  | 28. Apr. 1999 | Polen – Tschechien       | 2:1 (1:0) | Freundschaftsspiel          | 3.000     |
| 52  | 4. Juni 1999  | Polen – Bulgarien        | 2:0 (1:0) | EM-Qualifikation 2000       | 6.200     |
| 53  | 18. Aug. 1999 | Polen – Spanien          | 1:2 (1:0) | Freundschaftsspiel          | 8.000     |
| 54  | 8. Sep. 1999  | Polen – England          | 0:0       | EM-Qualifikation 2000       | 14.025    |
| 55  | 11. Okt. 2000 | Polen – Wales            | 0:0       | WM-Qualifikation 2002       | 10.067    |
| 56  | 15. Nov. 2000 | Polen – Island           | 1:0 (0:0) | Freundschaftsspiel          | 5.000     |
| 57  | 28. März 2001 | Polen – Armenien         | 4:0 (2:0) | WM-Qualifikation 2002       | 10.320    |
| 58  | 18. Mai 2002  | Polen – Estland          | 1:0 (0:0) | Freundschaftsspiel          | 8.500     |
| 59  | 12. Okt. 2002 | Polen – Lettland         | 0:1 (0:1) | EM-Qualifikation 2004       | 11.000    |
| 60  | 12. Nov. 2003 | Polen – Italien          | 3:1 (2:1) | Freundschaftsspiel          | 7.000     |
| 61  | 26. März 2005 | Polen – Aserbaidschan    | 8:0 (3:0) | WM-Qualifikation 2006       | 8.112     |
| 62  | 30. März 2005 | Polen – Nordirland       | 1:0 (0:0) | WM-Qualifikation 2006       | 13.500    |
| 63  | 7. Sep. 2005  | Polen – Wales            | 1:0 (0:0) | WM-Qualifikation 2006       | 13.500    |
| 64  | 7. Okt. 2005  | Polen – Island           | 3:2 (1:2) | Freundschaftsspiel          | 7.500     |
| 65  | 6. Sep. 2006  | Polen – Serbien          | 1:1 (1:0) | EM-Qualifikation 2008       | 5.500     |
| 66  | 24. März 2007 | Polen – Aserbaidschan    | 5:0 (3:0) | EM-Qualifikation 2008       | 14.000    |
| 67  | 13. Okt. 2007 | Polen – Kasachstan       | 3:1 (0:1) | EM-Qualifikation 2008       | 12.000    |
| 68  | 14. Nov. 2009 | Polen – Rumänien         | 0:1 (0:0) | Freundschaftsspiel          | 5.000     |
| 69  | 5. Juni 2011  | Polen – Argentinien      | 2:1 (1:0) | Freundschaftsspiel          | 12.000    |
| 70  | 9. Juni 2011  | Polen – Frankreich       | 0:1 (0:1) | Freundschaftsspiel          | 32.000    |
| 71  | 2. Sep. 2011  | Polen – Mexiko           | 1:1 (1:1) | Freundschaftsspiel          | 18.000    |
| 72  | 2. Juni 2012  | Polen – Andorra          | 4:0 (3:0) | Freundschaftsspiel          | 26.000    |
| 73  | 28. März 2021 | Polen – Andorra          | 3:0 (1:0) | WM-Qualifikation 2022       | 0         |
| 74  | 16. Nov. 2022 | Polen – Chile            | 1:0 (0:0) | Freundschaftsspiel          | 27.968    |
| 75  | 18. Nov. 2024 | Polen – Schottland       | -:- (-:-) | UEFA Nations League 2024/25 | [ 91 ]    |

## Galerie

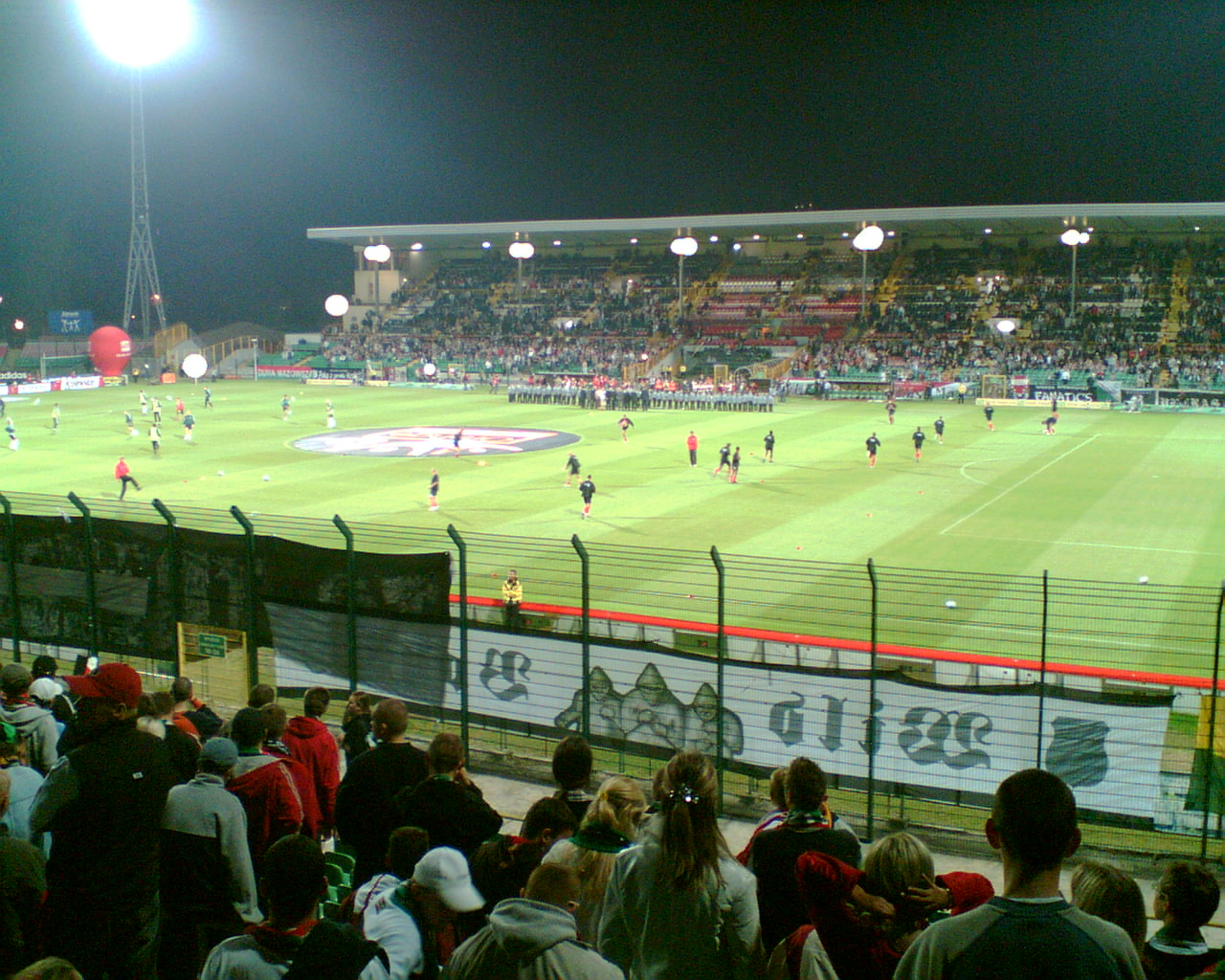
Derby zwischen Legia und Polonia im alten Stadion (2005)
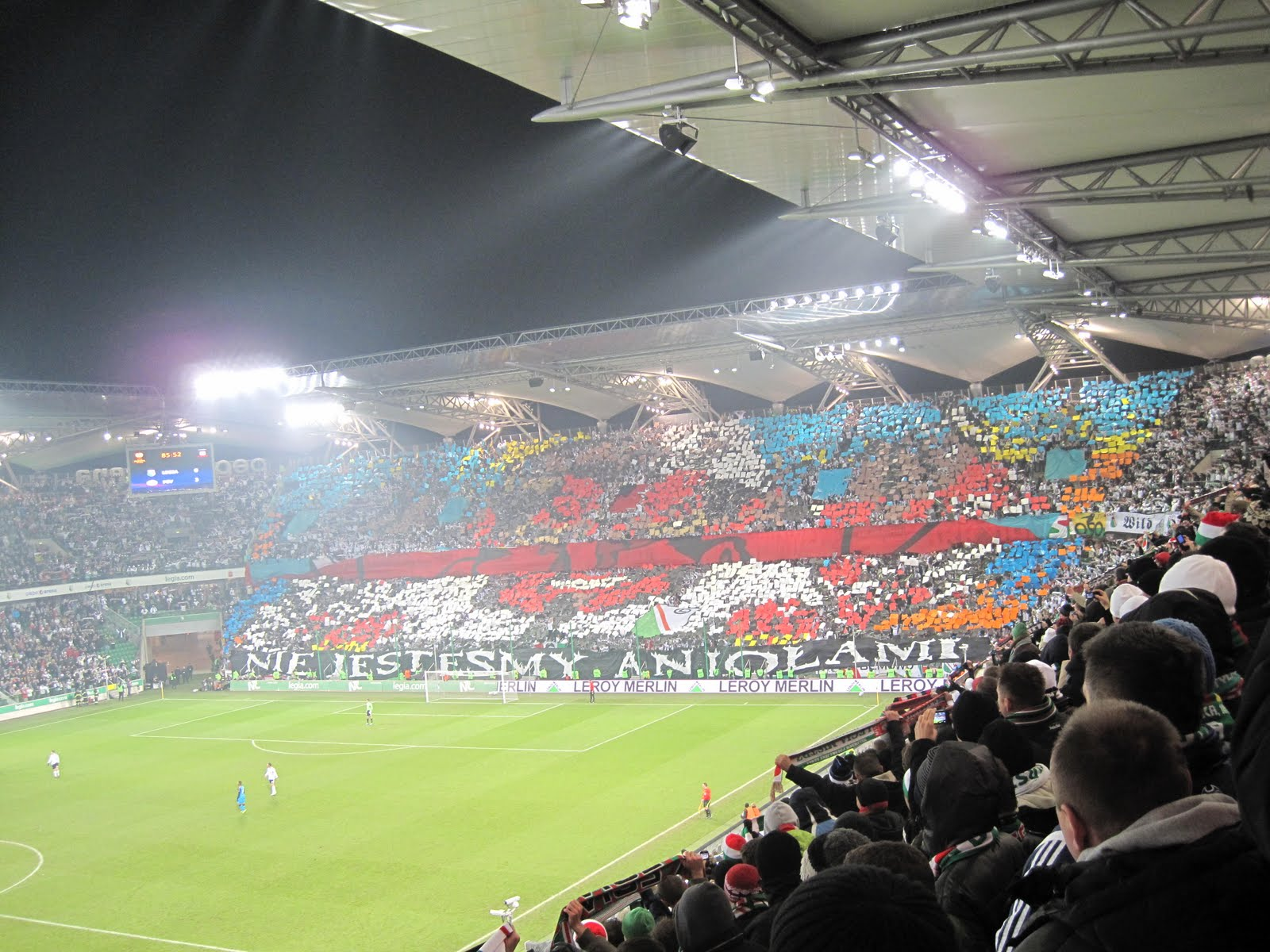
Choreographie der Legia-Fans
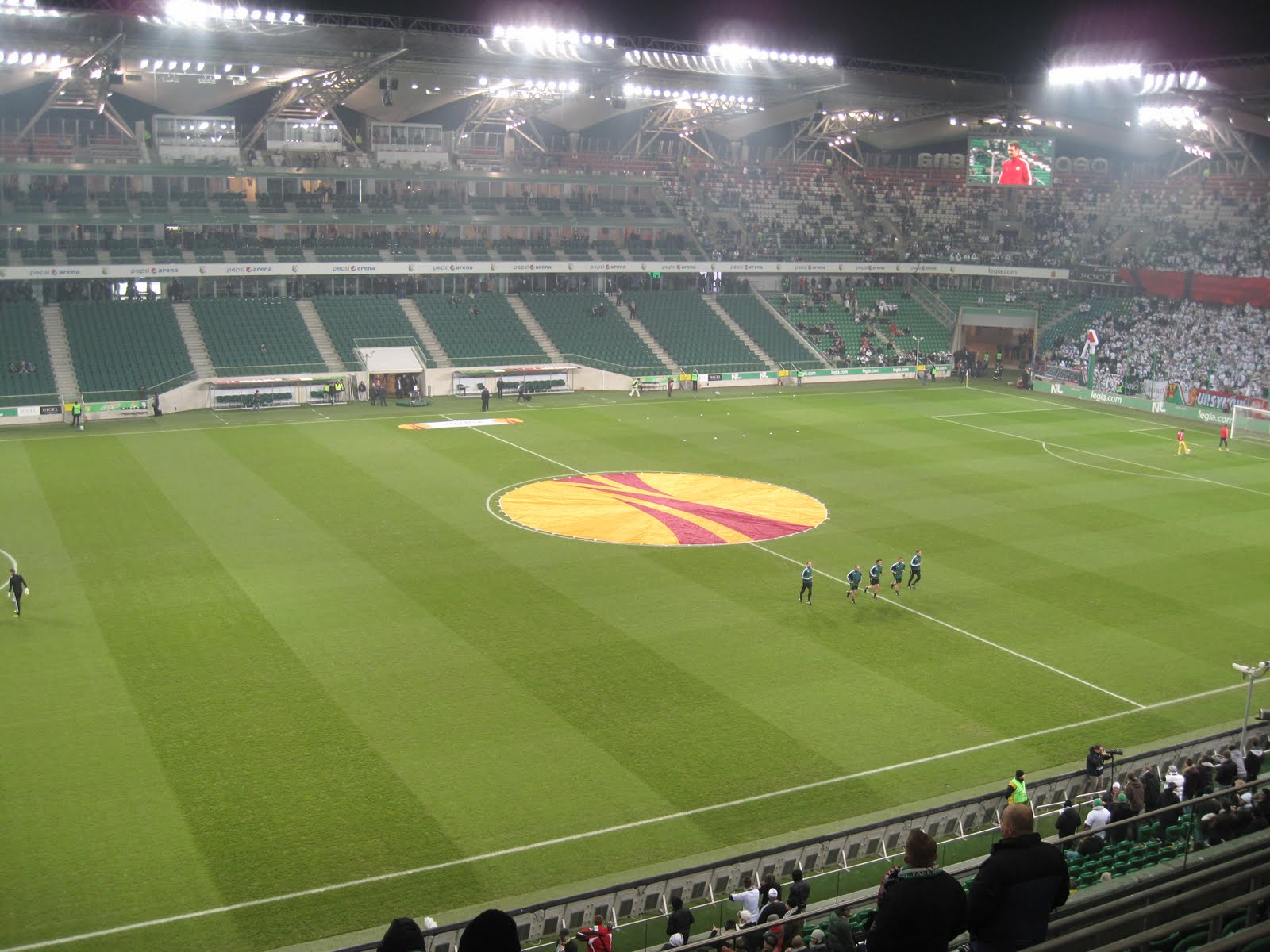
Die Haupttribüne vor einem Spiel der UEFA Europa League zwischen Legia Warschau und der PSV Eindhoven am 30. November 2011
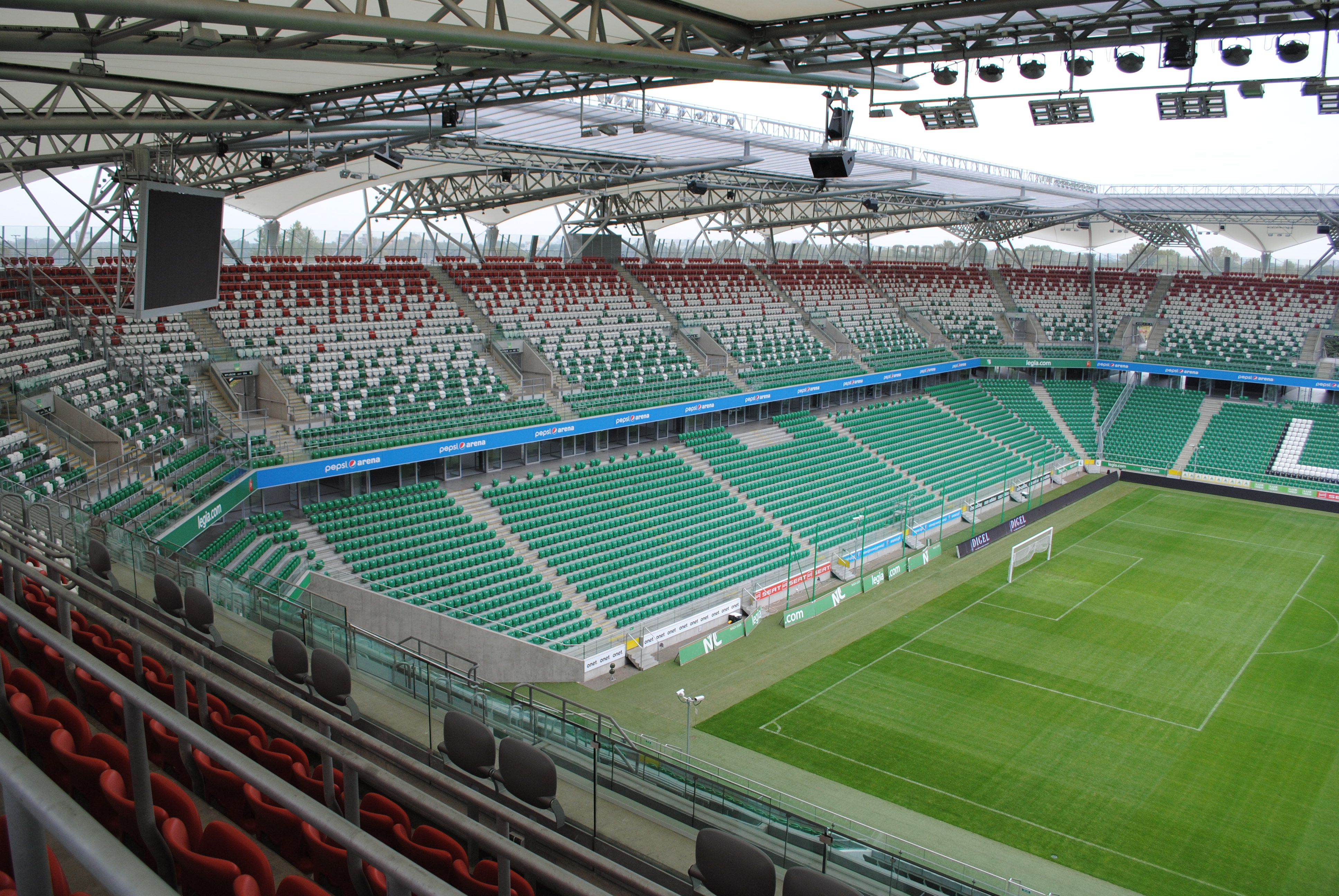
Die Nordtribüne namens  Żyleta
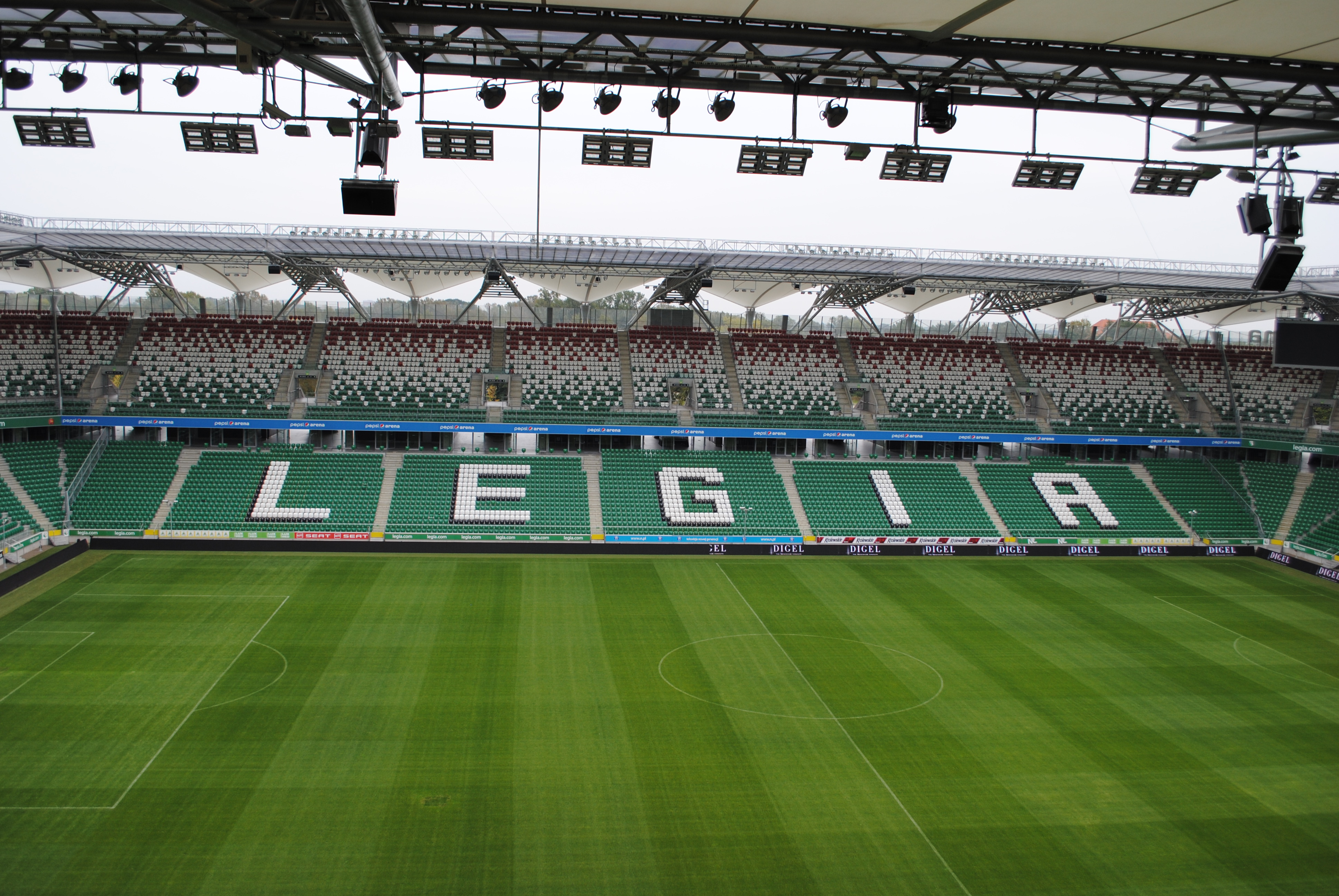
Die Gegentribüne im Osten ist nach Kazimierz Deyna benannt